# Nordisk Råds børne- og ungdomslitteraturpris
Nordisk Råds børne- og ungdomslitteraturpris blev etableret af Nordisk Råd i 2012 efter initiativ fra de ministrene i de nordiske lande. Prisen blev første gang uddelt den 30. oktober 2013. Prisen er på 350.000 danske kroner.

## Prisvindere
- 2013: Karikko af Seita Vuorela og Jani Ikonen, Finland.
- 2014: Brune af Håkon Øvreås og Øyvind Torseter, Norge.
- 2015: Mördarens apa af Jakob Wegelius, Sverige
- 2016: Sölvasaga unglings, Arnar Már Arngrímsson, Island.[1]
- 2017: Djur som ingen sett utom vi af Ulf Stark og Linda Bondestam (illustrator), Sverige.
- 2018: Træet af Bárður Oskarsson, Færøerne.[2]
- 2019: Alle sammen teller af Kristin Roskifte, Norge.[3]
- 2020: Vi er lajon! af Jens Mattsson og Jenny Lucander (illustrator), Sverige.
- 2021: De afghanska sönerna af Elin Persson, Sverige.
- 2022: Ubesvart anrop af Nora Dåsnes, Norge.
- 2023: Eldgos af Rán Flygenring, Island.
- 2024: Den fantastiske bus af Jakob Martin Strid, Danmark.[4]

## Nominerede

### 2013
- Fra Danmark: Søndag af Kim Fupz Aakeson og Eva Eriksson; Biblia Pauperum Nova Oscar K. og Dorte Karrebæk
- Fra Finland: Karikko af Seita Vuorela og Jani Ikonen; Allan og Udo af Minna Lindeberg og Linda Bondestam;
- Fra Island: Skrímslaerjur af Áslaug Jónsdóttir, Kalle Güettler og Rakel Helmsdal; Ólíver af Birgitta Sif
- Fra Norge: Inn i elden af Aina Basso og Fallteknikk af Inga Sætre
- Fra Sverige: Vita Streck och Öjvind af Sara Lundberg; Pojkarna af Jessica Schiefauer
- Fra Færøerne: Skriva í sandin af Marjun Syderbø Kjelnæs
- Fra Grønland: Hermelinen af Nuka K. Godtfredsen og Martin Appelt
- Fra Åland: Joels färger af Isela Valve
- Fra det samiske sprogområde: Mánugánda ja Heike af Signe Iversen og Sissel Horndal

### 2014
- Fra Danmark: Halli! Hallo! af Louis Jensen og Lilian Brøgger; To af alting af Hanne Kvist
- Fra Sverige: Olli och Mo af Eva Lindström; En sekund i taget af Sofia Nordin
- Fra Færøerne: Flata kaninin (Den flate kaninen) af Bárður Oskarilian Brøgger (illustrator)
- Fra Finland: Råttan Bettan och masken Baudelaire af Annika Sandelin og Karoliina Pertamo; Vain pahaa unta af Ville Tietäväinen og Aino Tietäväinen
- Fra Island: Tímakistan af Andri Snær Magnason; Stína stórasæng af Lani Yamamoto
- Fra Norge: Krigen af Gro Dahle og Kaia Dahle Nyhus; Brune af Håkon Øvreås og Øyvind Torseter
- Fra Grønland: Nasaq teqqialik piginnaanilik af Kathrine Rosing og Nina Spore Kreutzmann
- Fra det samiske sprogområde: Ilmmiid gaskkas af Máret Ánne Sara

### 2015
- Fra Danmark: Ella er mit navn vil du købe det? Æske med løsblade og poetsne af Mette Hegnhøj; Ud med Knud af Jesper Wung-Sung
- Fra Finland: Maresi. Krönikor från Röda klostret af Maria Turtschaninoff; Leonardo oikealta vasemmalle af Marjatta Levanto og Julia Vuori
- Fra Island: Maðurinn sem hataði börn (Manden der hadede børn) af Þórarinn Leifsson; Vinur minn, vindurinn af Bergrún Íris Sævarsdóttir
- Fra Norge: Joel og Io. En kjærlighetshistorie af Geir Gulliksen og Anna Fiske; De som ikke finnes af Simon Stranger
- Fra Sverige: Jagger, Jagger af Frida Nilsson; Mördarens apa af Jakob Wegelius
- Fra Færøerne: Åh, min kære mor! af Elin á Rógvi og Marjun Reginsdóttir
- Fra Grønland: Aqipi – til sommerfest af Naja Rosing-Asvid
- Fra det samiske sprogområde: Durrebjørnen og skuterløypa af Veikko Holmberg og Sissel Horndal
- Fra Åland: Alberta Ensten och uppfinnarkungen af Malin Klingenberg

### 2016
- Fra Danmark: Magnolia af Skagerrak, Bent Haller og Lea Letén (illustrator), Høst & Søn 2015; Da Gud var dreng, Sankt Nielsen og Madam Karrebæk (ill.), Høst & Søn 2015.[5]
- Fra Finland: Koira nimeltään Kissa, Tomi Kontio og Elina Warsta (ill.), picture book, Teos, 2015; Dröm om drakar, Sanna Tahvanainen og Jenny Lucander (ill.), Schildts & Söderströms, 2015
- Fra Island: Koparborgin, Ragnhildur Hólmgeirsdóttir, Björt, 2015; Sölvasaga unglings, Arnar Már Arngrímsson, Forlaget Sögur, 2015
- Fra Norge: Mulegutten, Øyvind Torseter, Cappelen Damm, 2015; Krokodille i treet, Ragnar Aalbu, Cappelen Damm, 2015
- Fra Sverige: Ishavspirater, Frida Nilsson, Natur & Kultur, 2015; Iggy 4-ever, Hanna Gustavsson, Galago, 2015
- Fra Færøerne: Stríðið um tað góða grasið , Bárður Oskarsson, Bókadeild Føroya Lærarafelag (BFL), 2012
- Fra Grønland: Aima qaa schhh!, Bolatta Silis-Høegh, Milik Publishing, 2014
- Fra det samiske sprogområde: Čerbmen Bizi – Girdipilohta, Marry Ailonieida Somby og Biret Máret Hætta (ill.), Davvi Girji, 2013
- Fra Åland: ingen

### 2017
- Fra Danmark: Dyr med pels - og uden af Hanne Kvist, Gyldendal, 2016 og Hjertestorm - Stormhjerte af Annette Herzog, Katrine Clante og Rasmus Bregnhøi 2016
- Fra Finland: Vildare, värre, Smilodon af Minna Lindeberg og Jenny Lucander (ill.), Förlaget, 2016 og Yökirja («Nattbok») af Inka Nousiainen og Satu Kettunen (ill.), Tammi, 2015
- Fra Færøerne: Hon, sum róði eftir ælaboganum af Rakel Helmsdal, Bókadeild Føroya Lærarafelags, 2014
- Fra Island: Enginn sá hundinn af Hafsteinn Hafsteinsson, Mál og menning, 2016 og Úlfur og Edda: Dýrgripurinn af Kristín Ragna Gunnarsdóttir, Bókabeitan, 2016
- Fra Norge: Far din af Bjørn Ingvaldsen, Gyldendal 2016 og Ungdomsskolen af Anders N. Kvammen, No Comprendo Press, 2016
- Fra det samiske sprogområde: Luohtojávrri oainnáhusat av Kirste Paltto, Davvi Girji, 2016
- Fra Sverige: Djur som ingen sett utom vi af Ulf Stark og Linda Bondestam (ill.), Förlaget Berghs, 2016 og Ormbunkslandet af Elin Bengtsson, Natur & Kultur, 2016

### 2018
- Fra Danmark: Hest Horse Pferd Cheval Love af Mette Vedsø og Lynkineser af Jesper Wung-Sung & Rasmus Meisler (ill.)
- Fra Finland: Kurnivamahainen kissa (Katten med den kurrande magen) af Magdalena Hai & Teemu Juhani (ill.) og Pärlfiskaren af Karin Erlandsson
- Fra Færøerne: Træið (Træet) af Bárður Oskarsson
- Fra Island: Vertu ósýnilegur – Flóttasaga Ishmaels (Vær usynlig – Ishmaels flugthistorie) af Kristín Helga Gunnarsdóttir og Skrímsli í vanda (Monster i knibe) af Áslaug Jónsdóttir, Kalle Güettler & Rakel Helmsdal
- Fra Norge: Ingenting blir som før af Hans Petter Laberg og Alice og alt du ikke vet og godt er det af Torun Lian
- Fra det samiske sprogområde: Joekoen sjïehteles ryöjnesjæjja (En skikkelig flink liten reingjeter) af Anne-Grethe Leine Bientie & Meerke Laimi Thomasson Vekterli (ill.)
- Fra Sverige: Fågeln i mig flyger vart den vill af Sara Lundberg og Norra Latin af Sara Bergmark Elfgren
- Fra Åland: Pärlfiskaren af Karin Erlandsson

### 2019
- Fra Danmark:
  - Da Mumbo Jumbo blev kæmpestor af Jakob Martin Strid
  - Styrke. Karanagalaksen af Cecilie Eken
- Fra Finland:
  - Breven från Maresi af Maria Turtschaninoff
  - Ruusun matka af Marika Maijala
- Fra Færøerne:
  - Miljuløtur af Rakel Helmsdal & Kathrina Skarðsá
- Fra Grønland:
  - Tuttuarannguaq af Camilla Sommer & Pernille Kreutzmann
- Fra Island:
  - Rotturnar af Ragnheiður Eyjólfsdóttir
  - Silfurlykillinn af Sigrún Eldjárn
- Fra Norge:
  - Alle sammen teller af Kristin Roskifte
  - Det var ikke en busk af Eli Hovdenak
- Fra det samiske sprogområde:
  - Šiellaspeajal af Karen Anne Buljo
- Fra Sverige:
  - Den förskräckliga historien om Lilla Hon af Lena Ollmark & Per Gustavsson
  - Risulven Risulven af Nina Ivarsson
- Fra Åland:
  - På en trollsländas vingar af Ann-Christin Waller & Anni Wikberg

### 2020
- Fra Danmark
- Fra Finland
- Fra Færøerne
- Fra Island
- Fra Norge
- Fra det samiske sprogområde
- Fra Sverige
- Fra Åland

### 2021
- Fra Danmark
- Fra Finland
- Fra Færøerne
- Fra Island
- Fra Norge
- Fra det samiske sprogområde
- Fra Sverige
- Fra Åland

### 2022
- Fra Danmark:
  - O PO POI af Jan Oksbøl Callesen
  - Den om Rufus af Thorbjørn Petersen, Herman Ditte og Mårdøn Smet
- Fra Finland:
  - Om du möter en björn af Malin Kivelä, Martin Glaz Serup og Linda Bondestam
  - Oravien sota af Riina Katajavuori og Martin Baltscheit
- Fra Færøerne:
  - Abbi og eg og abbi af Dánial Hoydal og Annika Øyrabø
- Fra Grønland:
  - Lilyp Silarsuaa af Sørine Steenholdt og Ivínguak` Stork Høegh
- Fra Island:
  - Bál tímans – Örlagasaga Möðruvallabókar í sjö hundruð ár af Arndís Þórarinsdóttir
  - Alexander Daníel Hermann Dawidsson: Bannað að eyðileggja af Gunnar Helgason
- Fra Norge:
  - Georg er borte af Ragnar Aalbu
  - Ubesvart anrop af Nora Dåsnes
- Fra det samiske sprogområde:
  - Gárži af Sara Vuolab
- Fra Sverige:
  - Naturen af Emma Adbåge Himlabrand af Moa Backe Åstot

### 2023
- Fra Danmark:
  - Frank mig her af Line-Maria Lång, Karen Vad Bruun og Cato Thau-Jensen
  - Tænk ikke på mig af Vilma Sandnes Johansson
- Fra Finland
  - Kaikki löytämäni viimeiset af Maija Hurme
  - Vi ska ju bara cykla förbi af Ellen Strömberg
- Fra Færøerne:
  - Strikurnar af Dánial Hoydal og Annika Øyrabø
- Fra Grønland:
  - Pipa Sulullu qaangiipput af Naja Rosing-Asvid
- Fra Island:
  - Kollhnís af Arndís Þórarinsdóttir
  - Eldgos af Rán Flygenring
- Fra Norge:
  - Ikke! af Gro Dahle og Svein Nyhus
  - Berre mor og Ellinor af Ingrid Z. Aanestad og Sunniva Sunde Krogseth
- Fra det samiske sprogområde:
  - Arvedávgeriikii af Mary Ailonieida Sombán Mari & Sissel Horndal
- Fra Sverige:
  - Farbröder af Teresa Glad
  - Glömdagen af Sara Lundberg
- Fra Åland:
  - Giraffens hjärta är ovanligt stort af Sofia Chanfreau og Amanda Chanfreau